# Défense du marxisme
Défense du marxisme est un recueil d'articles et de lettres de Léon Trotsky publié à titre posthume aux États-Unis d'Amérique en 1942 par le Socialist Workers Party, alors la principale section de la Quatrième Internationale.
Le livre contient principalement la critique des théories de James Burnham et Max Shachtman sur la nature de la bureaucratie soviétique et l'attitude à adopter par rapport à l'URSS dans le contexte du déclenchement de la Seconde Guerre mondiale.  Ce débat agita le SWP en 1939-1940 et se termina par la démission de Burnham, la scission de Shachtman et de ses partisans et l'assassinat de Trotsky au Mexique. Défense du Marxisme permet ainsi de juger de l'état d'esprit du fondateur de la Quatrième Internationale à la veille de sa mort.